# Münchner Merkur
A Münchner Merkur bajorországi konzervatív napilap müncheni székhellyel és a Mediengruppe Münchner Merkur/tz tulajdonában van. Eladott példányszáma 179 413  Az Oberbayerisches Volksblatt készíti a borítót, és ha ezt az újságot is hozzászámoljuk, akkor 270 587 a példányszáma.

## Története
Az eredetileg Münchner Mittagnak nevezett újság első kiadása 1946. november 13-án jelent meg az amerikai katonai kormányzás engedélyével. Az egyik alapító tag és kiadószerkesztő illetve főszerkesztő Felix Buttersack volt, aki aztán évtizedekig vezette a lapot és fontos személyiség volt a müncheni sajtóban. A Münchener Merkur volt a Süddeutsche Zeitung után a második engedélyezett lap a háború utáni Münchenben. 1968-ban a Münchener Merkur kiadásában került piacra a tz is. 1982-ben a vesztfáliai kiadótulajdonos Dirk Ippen  felvásárolta mindkét lapot. 1996 óta a lap olvasói szavazzák meg az évente sorra kerülő Merkur-színházdíj nyertesét.